# 大塘街道 (梧州市)
大塘街道，是中华人民共和国广西壮族自治区梧州市长洲区下辖的一个乡镇级行政单位。

## 行政区划
大塘街道下辖以下地区：
龙山社区、金叶社区、大塘社区、恒祥社区、京梧社区、华洋社区、丰业社区和盘龙社区。